# Teniet En-Nasr
Teniet En-Nasr (em árabe: ثنية النصر) é uma cidade e comuna localizada na província de Bordj Bou Arreridj, Argélia. Segundo o censo de 2008, a população total da cidade era de 5 775 habitantes.